# Lupercio Leonardo de Argensola
Lupercio Leonardo de Argensola (Barbastro, Huesca, 14 de dezembro de 1559 — Nápoles, 2 de março de 1613) foi um poeta, historiador e dramaturgo espanhol.
Notável por sua obra poética, de estilo clássico, e por ser um dos fundadores do teatro clássico espanhol, contribuiu com a escola renascentista do final do século XVI, com duas tragédias que chegaram até nossos dias, Isabela e Alejandra, escritas durante sua juventude. Sua poesia foi reunida e publicada por seu filho Gabriel junto com as de seu irmão, o também poeta, Bartolomé, com o título de Rimas. Cronista do Reino de Aragão, publicou obras sobre as Alterações de Aragão e continuou o trabalho dos Anais da Coroa de Aragão, com adições a esta obra, escrita por Jerónimo Zurita.

## Biografia

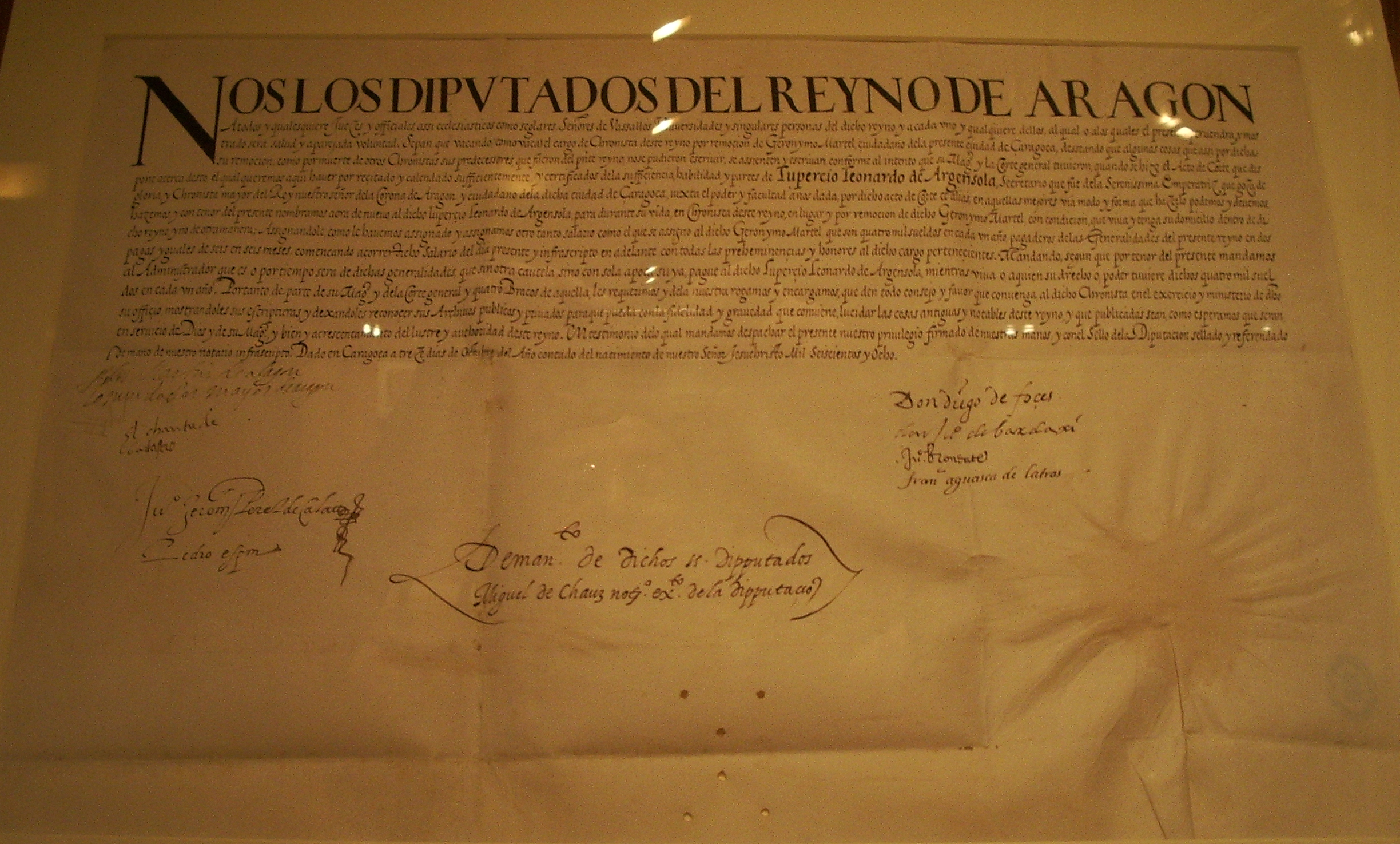
Os deputados do Governo do Reino de Aragão publicaram a nomeação de Lupercio Leonardo de Argensola como cronista do rei de Aragão, com uma dotação de quatro mil soldos anuais a cargo do Imposto Geral. 13 de outubro de 1608

Estudou Filosofia e Jurisprudência em Huesca e Retórica e História em Saragoça com Andrés Scoto e, concluído estes, mudou para Madri, onde frequentou as academias poéticas e adotou o pseudônimo de "Bárbaro", jogando com o nome de Mariana Bárbara de Albión, com quem se casou em 1587.
Enquanto morou em Madri, ocupou vários cargos públicos, entre eles, o de secretário de Fernando de Gurrea y Aragón, 5º duque de Villahermosa e após a morte deste, secretário da imperatriz Maria da Áustria. Foi nomeado cronista-mor do Reino de Aragão em 1599, cargo que ocupou até sua morte.
Com a morte da imperatriz em 1603, Argensola deixou a corte e foi morar em sua propriedade de Monzalbarba, uma aldeia nos arredores de Saragoça. Em 1610, ao ser nomeado o conde de Lemos, vice-rei de Nápoles, seguiu com ele, como secretário, cargo no qual foi sucedido por seu filho Gabriel. Ali foi um dos principais impulsionadores da Academia dos Ociosos; mas uma doença repentina causou sua morte.
Um amante dos clássicos, como seu irmão Bartolomé, admirou principalmente os poetas Horácio e Marcial. Sua poesia é conhecida por suas raízes clássicas e um caráter moralizante. Escreveu sonetos, tercetos, canções, epístolas e sátiras. Suas obras poética (cujos manuscritos, de acordo com seu irmão, foram queimados pelo próprio Leonardo) foram coletados por seu filho e publicadas em 1634 em conjunto com as de Bartolomé com o título de Rimas de Lupercio y del doctor Bartolomé Leonardo de Argensola.
Compôs também as tragédias Filis (que não sobreviveu), Alejandra e Isabela, que foram elogiadas por Cervantes (Don Quixote, I, XLVIII), que datam aproximadamente de 1580. Considerava imorais as comédias da época. Para ele, a poesia deveria ser um veículo para a filosofia moral. Como cronista escreveu uma Información de los sucesos de Aragón en 1590 y 1591, documento histórico com base nos motins ocorridos em consequência do asilo concedido a Antonio Pérez em Aragão.

## Obra poética

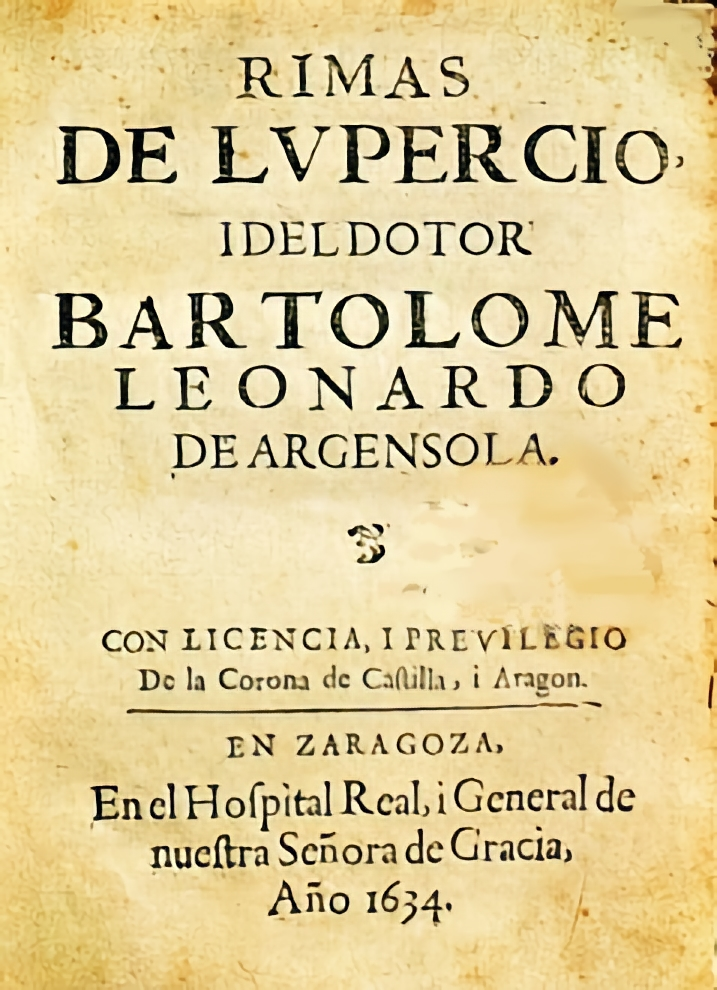
Página inicial das Rimas dos Argensola, Saragoça, 1634

Os temas de sua poesia estão marcados pela preocupação com a decadência moral e ao longo do tempo, para combatê-la, recorre a um pensamento fundamentalmente estoico, que pode ser observado até mesmo em sua poesia amorosa, sempre isenta de sensualidade. No entanto, a tradição petrarquista do século XVI leva a tratar o amor de um ponto de vista neoplatônico ou satírico como um exercício de estilo.
De grande perfeição clássica é o soneto "La vida en el campo", onde se aprecia o tom neoestoico e se trata o tema do Beatus ille de Horácio.
Demonstrou também domínio da poesia satírica, tendo entre seus modelos Pérsio, Juvenal e, especialmente, o bilbilitano Marcial. A "Epístola a don Juan de Albión" (1582), é um louvor da aurea mediocritas que analisa críticas a diferentes tipos da sociedade barroca. Utiliza na justa medida a linguagem coloquial e o dito popular; em suas próprias declarações afirma escrever sátiras gerais contra os vícios, e não contra os indivíduos.
Compôs também poesia religiosa e de circunstâncias, que não despertam maior interesse, exceto os tercetos da "Descripción de Aranjuez", que eram admirados por Azorín. Traduziu também seis odes de Horácio de forma exemplar.

## Teatro
Na primeira metade da década de 1580, Lupercio Leonardo de Argensola escreveu três tragédias, Filis, Isabela e Alejandra, das quais a primeira não chegou até nossos dias. São tragédias cristãs, de caráter moralizador, cujo modelo é a tragédia grega. Estão divididas em quatro atos, mas necessitam de respeito às unidades neoaristotélicas de tempo, lugar e ação. Além disso, Lupercio se utiliza da polimetria e, em geral, referem-se à escola dramática valenciana do final do século XVI.
A tragédia Isabela situa a ação na Saracusta do século XI, e dramatiza as perseguições dos moçárabes por parte do rei mouro Alboacém, que remete, por sua vez, às de Públio Daciano a Santa Engrácia e aos mártires de Saragoça do século IV. Pensa-se que a obra é uma denúncia do fundamentalismo religioso, e da perseguição e da expulsão dos mouriscos da época contemporânea de Lupercio.
A Alejandra se situa no Antigo Egito, e critica a vida da corte, em consonância com o tema do "menosprezo da corte". Sobre suas tragédias, Aurora Egido levantou a tese de que Lupercio mostra como o mau governo dos reis "leva a sua própria desgraça e a de todos os seus súditos, incluindo os inocentes".
Trata-se de uma peça teatral bem elaborada na linguagem e nos diálogos, que utiliza uma variada polimetria, mas carece de uma forte ação dramática como as de Lope de Vega, antepondo o relato dos fatos e a discussão das ideias, às ações. Apesar de Cervantes indicar que foram admiradas pelo público de Madri por ocasião de suas apresentações, apenas se tem certeza de que Isabela foi representada em Saragoça entre 1579 e 1581 com êxito de público.

### Edições modernas
- Obras, ed. José Manuel Blecua, Madri, Espasa-Calpe, 1972.
- Rimas, ed. Fernando Aristín Ruiz, Dueñas (Palencia), Simancas, 2003.

## Artigos e estudos monográficos
- Egido, Aurora, Bosquejo para una historia del teatro en Aragón hasta finales del siglo XVIII, Saragoça, Instituição Fernando el Católico, 1987.
- Green, Otis H., Bartolomé Leonardo de Argensola y el Reino de Aragón, Arquivo de Filologia Aragonesa, vol. IV, 1952, págs. 7-112.
- ——, Vida y Obras de Lupercio Leonardo de Argensola, Instituição Fernando el Católico, Saragoça, 1945. Edición completa em PDF na Biblioteca virtual da Instituição Fernando el Católico.
- Montaner Frutos, Alberto, Leonardo de Argensola, Lupercio, em Diccionario Filológico de Literatura Española (siglo XVII), P. Jauralde (dir.), Madri, Castalia, 2010 (Nueva Biblioteca de Erudición y Crítica, 31), vol. I, págs. 702-720.